# Rik Van Cauwelaert
Hendrik (Rik) Van Cauwelaert (Onze-Lieve-Vrouw-Lombeek, 31 januari 1950) is een Belgisch fotograaf, redacteur en journalist.  

## Levensloop
Rik Van Cauwelaert behoort tot de familietak Van Cauwelaert die de naam Van Cauwelaert de Wyels draagt . Hij is een zoon van Emiel Van Cauwelaert, voormalig hoofdredacteur van het dagblad Het Volk, en stamt uit een Vlaamse katholieke familie met wortels in de landbouw, meer bepaald in de streek van Ninove (Oost-Vlaanderen) en van Vlaams-Brabant.
Rik groeide op met zeven broers en zussen. Zijn oudste broer, advocaat Wilfried Van Cauwelaert de Wyels (1943-1977) stierf op jonge leeftijd. Zijn weduwe, Marleen Van Waeyenberghe, speelde een rol bij de verruiming van de PVV tot VLD in het begin van de jaren 90. Een zus, Annelies Van Cauwelaert (°1947), werd kabinetschef van minister Rika De Backer, en daarna voorzitster van de Vaste Commissie voor Taaltoezicht en voorzitster van de raad van bestuur van Familiehulp. Zij trouwde met de journalist Marcel Van Nieuwenborgh (1946-2015).
Van Cauwelaert begon zijn carrière aan het begin van de jaren 70 als fotograaf en sportjournalist. Hij was zestien toen hij van school wegbleef en aan de slag ging als persfotograaf, eerst bij een Belgisch bureau, daarna voor Associated Press. Eind jaren 70 werkte hij voor het weekblad De Post. In 1980 begon hij als fotograaf voor Sportmagazine, ook een uitgave van Roularta, maar al snel werd hij er journalist en stopte professioneel met fotograferen. Na een zestal jaren werd hij opgenomen in de politieke redactie van het weekblad Knack.
Hij nam in 2002 de functie op van directeur-hoofdredacteur van Knack na het terugtreden van Hubert Van Humbeeck. Op 1 januari 2006 werd de functie van hoofdredacteur van Knack afgesplitst en opgenomen door Karl van den Broeck (die overstapte van De Morgen). Rik Van Cauwelaert bleef directeur. Op 1 juli 2011 werd hij tot directeur strategie benoemd voor de redacties van de magazines van Roularta. In die functie stond hij onder meer in voor de multimediale strategie van de verschillende magazines. Hij bleef ook politiek commentator van Knack, waarbij hij wekelijks een hoofdartikel publiceerde, hoofdzakelijk gewijd aan de Belgische politiek. Hij was een regelmatige gast in diverse media, waaronder het televisiekanaal Kanaal Z, waar hij een vast programma had.
In oktober 2012 bekritiseerde Van Cauwelaert de benoeming van Jörgen Oosterwaal tot hoofdredacteur van Knack en oordeelde hij dat dit het magazine te veel in linkse richting zou duwen. Hij nam ontslag, samen met journalist Koen Meulenaere. Het ontslag van Rik Van Cauwelaert werd aanvankelijk geweigerd door de eigenaar, die hoopte hem aan boord te houden. Hij werd in het nummer van 7 november 2012 nog als directeur strategie vermeld, maar op 8 november werd door de uitgever meegedeeld dat een ontslagregeling was afgesproken.
Op 7 december 2012 kondigde hoofdredacteur Isabel Albers van het dagblad De Tijd aan dat Van Cauwelaert voortaan een wekelijkse column 'Paleis der Natie' in haar krant ging brengen.
In 2015 ontving hij het ereteken van de Orde van de Vlaamse Leeuw. Hij staat bekend om zijn kritische houding tegenover de politieke machthebbers.
Rik Van Cauwelaert is gehuwd en heeft een dochter en een zoon. Zijn echtgenote, Thérèse Stubbe is, samen met Johan Devroe, stichtend vennoot en bedrijfsleider van een veilinghuis van boeken en handschriften in Brussel, The Romantic Agony.

## Publicaties
- De Agusta-crash. Het jaar nul in de Wetstraat, 1995
- Ils nous ont pris la Flandre. Waals socialisme en Belgische illusies, van Jules Destree tot Elio Di Rupo, 2012
- Tussen de plooien. Een andere geschiedenis van België, 2015
- De laatste gouverneur. Alfons Verplaetse en de politiek, 2021

- Digitale Bibliotheek voor de Nederlandse Letteren: cauw019
- Gemeinsame Normdatei: 1031453016
- International Standard Name Identifier: 0000 0000 5961 1835
- Library of Congress Control Number: n79029382
- Nederlandse Thesaurus van Auteursnamen: 068458681
- Système universitaire de documentation: 176491007
- Virtual International Authority File: 38188289
- WorldCat: E39PBJxmJm6PgXy4bvwKK8H9jC